# كشان
كِشَان (بالتركية: Keşan) هي بلدة تُركيَّة تقع في ولاية أدرنة، وهي مقر قضاء كيشان. بلغ عدد سكانها 64,842 نسمة عام 2022. وفي فصل الصيف يزداد عدد السكان بسبب تدفق السُيَّاح.
تُعدّ كلٌّ من الزراعة والتجارة المصدرين الرئيسيين للدخل في كشان. وبسبب قربها من اليونان، يشهد القضاء حركة دخول وخروج يومية للسُيَّاح. تبلغ نسبة الإلمام بالقراءة والكتابة 98%. وتشمل المعازف المحليَّة مزمار القربة، والطبل البلدي، ورقصة الهورة.